# Senatori del Dakota del Nord
I senatori per lo stato del Dakota del Nord appartengono alla classe 1 e 3. Gli attuali senatori sono i repubblicani Kevin Cramer e John Hoeven.

## Elenco

### Classe 1
| N.      | Foto    | Senatore           | Partito      | Carica            | Carica            | Congresso                                                                        | Mandati | Elezioni                                                                                 |
| N.      | Foto    | Senatore           | Partito      | Inizio            | Termine           | Congresso                                                                        | Mandati | Elezioni                                                                                 |
| ------- | ------- | ------------------ | ------------ | ----------------- | ----------------- | -------------------------------------------------------------------------------- | ------- | ---------------------------------------------------------------------------------------- |
| 1       |         | Lyman R. Casey     | Repubblicano | 25 novembre 1889  | 3 marzo 1893      | 51 · 52                                                                          | 1       | 1889 Non ottenne la ricandidatura                                                        |
| 2       |         | William N. Roach   | Democratico  | 4 marzo 1893      | 3 marzo 1899      | 53 · 54 · 55                                                                     | 1       | 1893 Perse la rielezione                                                                 |
| 3       |         | Porter J. McCumber | Repubblicano | 4 marzo 1899      | 3 marzo 1923      | 56 · 57 · 58 · 59 · 60 · 61 · 62 · 63 · 64 · 65 · 66 · 67                        | 4       | 1899 · 1905 · 1911 · 1916 Non ottenne la ricandidatura                                   |
| 4       |         | Lynn Frazier       | Repubblicano | 4 marzo 1923      | 3 gennaio 1941    | 68 · 69 · 70 · 71 · 72 · 73 · 74 · 75 · 76                                       | 3       | 1922 · 1928 · 1934 Non ottenne la ricandidatura                                          |
| 5       |         | William Langer     | Repubblicano | 3 gennaio 1941    | 8 novembre 1959   | 77 · 78 · 79 · 80 · 81 · 82 · 83 · 84 · 85 · 86                                  | 3 1⁄2   | 1940 · 1946 · 1952 · 1958 Deceduto                                                       |
| Vacante | Vacante | Vacante            | Vacante      | 8 novembre 1959   | 19 novembre 1959  | 86                                                                               |         |                                                                                          |
| 6       |         | Norman Brunsdale   | Repubblicano | 19 novembre 1959  | 8 agosto 1960     | 86                                                                               | 1⁄2     | Nominato per continuare il mandato Non ricandidatosi                                     |
| 7       |         | Quentin Burdick    | Democratico  | 8 agosto 1960     | 8 settembre 1992  | 87 · 88 · 89 · 90 · 91 · 92 · 93 · 94 · 95 · 96 · 97 · 98 · 99 · 100 · 101 · 102 | 4 1⁄2   | Eletto per terminare il mandato di Brunsdale · 1964 · 1970 · 1976 · 1982 · 1988 Deceduto |
| Vacante | Vacante | Vacante            | Vacante      | 8 settembre 1992  | 16 settembre 1992 | 102                                                                              |         |                                                                                          |
| 8       |         | Jocelyn Burdick    | Democratico  | 16 settembre 1992 | 14 dicembre 1992  | 102                                                                              | 1⁄2     | Nominata per continuare il mandato del marito                                            |
| 9       |         | Kent Conrad        | Democratico  | 14 dicembre 1992  | 3 gennaio 2013    | 102 · 103 · 104 · 105 · 106 · 107 · 108 · 109 · 110 · 111 · 112                  | 3 1⁄2   | Eletto per terminare il mandato · 1994 · 2000 · 2006 Non ricandidatosi                   |
| 10      |         | Heidi Heitkamp     | Democratico  | 3 gennaio 2013    | 3 gennaio 2019    | 113 · 114 · 115                                                                  | 1       | 2012 Perse la rielezione                                                                 |
| 11      |         | Kevin Cramer       | Repubblicano | 3 gennaio 2019    | in carica         | 116 · 117 · 118 · 119                                                            | 2       | 2018 · 2024                                                                              |

### Classe 3
| N.      | Foto    | Senatore             | Partito      | Carica           | Carica           | Congresso                                                                               | Mandati | Elezioni                                                                                            |
| N.      | Foto    | Senatore             | Partito      | Inizio           | Termine          | Congresso                                                                               | Mandati | Elezioni                                                                                            |
| ------- | ------- | -------------------- | ------------ | ---------------- | ---------------- | --------------------------------------------------------------------------------------- | ------- | --------------------------------------------------------------------------------------------------- |
| 1       |         | Gilbert A. Pierce    | Repubblicano | 25 novembre 1889 | 3 marzo 1891     | 51                                                                                      | 1       | 1889                                                                                                |
| 2       |         | Henry C. Hansbrough  | Repubblicano | 4 marzo 1891     | 3 marzo 1909     | 52 · 53 · 54 · 55 · 56 · 57 · 58 · 59 · 60                                              | 3       | 1891 · 1897 · 1903 Non ottenne la ricandidatura                                                     |
| 3       |         | Martin N. Johnson    | Repubblicano | 4 marzo 1909     | 21 ottobre 1909  | 61                                                                                      | 1⁄2     | 1909 Deceduto                                                                                       |
| Vacante | Vacante | Vacante              | Vacante      | 21 ottobre 1909  | 9 novembre 1909  | 61                                                                                      |         | |
| 4       |         | Fountain L. Thompson | Democratico  | 10 novembre 1909 | 31 gennaio 1910  | 61                                                                                      | 1⁄2     | Nominato per continuare il mandato Dimessosi                                                        |
| 5       |         | William E. Purcell   | Democratico  | 1 febbraio 1910  | 1 febbraio 1911  | 61                                                                                      | 1⁄2     | Nominato per continuate il mandato                                                                  |
| 6       |         | Asle Gronna          | Repubblicano | 2 febbraio 1911  | 3 marzo 1921     | 62 · 63 · 64 · 65 · 66                                                                  | 1 1⁄2   | Eletto per terminare il mandato · 1914 Non ottenne la ricandidatura                                 |
| 7       |         | Edwin F. Ladd        | Repubblicano | 4 marzo 1921     | 22 giugno 1925   | 67 · 68 · 69                                                                            | 1⁄2     | 1920 Deceduto                                                                                       |
| Vacante | Vacante | Vacante              | Vacante      | 22 giugno 1945   | 14 novembre 1925 | 69                                                                                      |         | |
| 8       |         | Gerald Nye           | Repubblicano | 14 novembre 1925 | 3 gennaio 1945   | 69 · 70 · 71 · 72 · 73 · 74 · 75 · 76 · 77 · 78                                         | 3 1⁄2   | Eletto per terminare il mandato · 1926 · 1932 · 1938 Perse la rielezione                            |
| 9       |         | John Moses           | Democratico  | 3 gennaio 1945   | 3 marzo 1945     | 79                                                                                      | 1⁄2     | 1944 Deceduto                                                                                       |
| Vacante | Vacante | Vacante              | Vacante      | 3 marzo 1945     | 12 marzo 1945    | 79                                                                                      |         | |
| 10      |         | Milton Young         | Repubblicano | 12 marzo 1945    | 3 gennaio 1981   | 79 · 80 · 81 · 82 · 83 · 84 · 85 · 86 · 87 · 88 · 89 · 90 · 91 · 92 · 93 · 94 · 95 · 96 | 5 1⁄2   | Nominato e poi eletto per terminare il mandato · 1950 · 1956 · 1962 · 1968 · 1974 Non ricandidatosi |
| 11      |         | Mark Andrews         | Repubblicano | 3 gennaio 1981   | 3 gennaio 1987   | 97 · 98 · 99                                                                            | 1       | 1980 Perse la rielezione                                                                            |
| 12      |         | Kent Conrad          | Democratico  | 3 gennaio 1987   | 15 dicembre 1992 | 100 · 101 · 102                                                                         | 1⁄2     | 1986 Eletto nel seggio di Classe 1                                                                  |
| 13      |         | Byron Dorgan         | Democratico  | 15 dicembre 1992 | 3 gennaio 2011   | 102 · 103 · 104 · 105 · 106 · 107 · 108 · 109 · 110 · 111                               | 3 1⁄2   | 1992 · 1998 · 2004 Non ricandidatosi                                                                |
| 14      |         | John Hoeven          | Repubblicano | 3 gennaio 2011   | in carica        | 112 · 113 · 114 · 115 · 116 · 117 · 118 · 119                                           | 3       | 2010 · 2016 · 2022                                                                                  |